# Corinne Jaquet
 (décembre 2021).
Si vous disposez d'ouvrages ou d'articles de référence ou si vous connaissez des sites web de qualité traitant du thème abordé ici, merci de compléter l'article en donnant les références utiles à sa vérifiabilité et en les liant à la section « Notes et références ».
Pour les articles homonymes, voir Jaquet.
Corinne Jaquet est une journaliste et romancière suisse née à Genève en 1959.

## Biographie
Après un collège en section latine, Corinne Jaquet poursuit des études de sciences politiques qui sont couronnées en 1983 par une licence de sciences politiques (mention études internationales). Elle entre quelques semaines plus tard au journal La Suisse. En 1984, elle se consacre aux faits divers et à la chronique judiciaire. Quand elle quitte le quotidien, en 1992, elle reste toutefois en poste au Palais de Justice de Genève, où elle travaille pour Le Nouveau Quotidien, pour Le Matin, mais surtout pour l'agence Associated Press. 
En 1994, à la naissance de son fils, Corinne Jaquet s'éloigne de la presse quotidienne. Elle crée en 1996 un journal trimestriel à Veyrier, le Journal de Veyrier. Depuis 2006, cette publication paraît six fois par an. Elle est distribuée gratuitement dans toutes les boîtes aux lettres de la commune de Veyrier. 
Corinne Jaquet tient pendant plusieurs mois une chronique littéraire sur la télévision locale Léman Bleu. Elle a géré pendant près de trois[Quoi ?] une revue de lecture baptisée Lecture Magazine. On lui doit aussi le livret d'un spectacle musical joué à Veyrier en 1997, Les Enfants de l'Apocalypse et une chanson entonnée chaque début décembre par le chœur de l'Escalade devant la cathédrale Saint-Pierre, Genève, au fil de l'eau.
Réunies en un volume, les affaires criminelles traitées par Corinne Jaquet sont publiées en 1990 par les Éditions Slatkine sous le titre Meurtres à Genève, puis La Secrète a cent ans aux éditions Nemo (Genève), une histoire du premier siècle d'existence de la police de sûreté genevoise.
Chez l'éditrice Luce Wilquin ont paru : Le Pendu de la Treille en 1997, suivi par huit autres volumes aux titres rappelant des quartiers de Genève. Le dernier titre en date de cette série est paru en novembre 2011 : Zoom sur Plainpalais.
À la demande du barreau genevois, Corinne Jaquet écrit en 2006 un ouvrage en hommage à l'avocat Dominique Poncet, fait de témoignages et de rappels de grands moments de l'histoire judiciaire genevoise. Ce livre est paru aux éditions Slatkine, ainsi qu'un roman policier écrit spécialement pour les éditions Slatkine en 2008 : Maudit Foot paru au moment de l'Euro 2008.
Corinne Jaquet dirige régulièrement des ateliers d'écriture dans des écoles du canton autour de la nouvelle policière ou du faits divers. À plusieurs reprises, elle a mis sur pied des ateliers de longue durée dans des écoles privées. Cela faisait suite à sa participation en 2003 à la Bataille des Livres active dans toute la Francophonie. De ces grands ateliers sont issus des romans policiers pour jeunes ados qui ont tous pour héros Monsieur Chose (voir bibliographie). Le dernier en date est sorti pour le Salon du Livre de Genève 2013 et s'intitule Monsieur Chose et la Marmite de l'Escalade.
Son premier thriller, Aussi noire que d'encre, est édité aux éditions Slatkine à Genève. Le succès est au rendez-vous, et la Course de l'Escalade offre son soutien en octroyant à Corinne et à son éditeur un stand pour dédicacer au cœur d'Escaladexpo, la grande tente dressée dans les Bastions le jour-de la course.

## Publications

### Ouvrages
- Meurtres à Genève, Éditions Slatkine, 1990[2]
- La Secrète a 100 ans : histoire de la police de sûreté genevoise, Éditions Nemo, 1993[3]
- Dominique Poncet ou la noblesse de défendre, Éditions Slatkine, 2006
- L'Énigme Jaccoud, Éditions Slatkine, 2020[4]

### Romans
- Le Pendu de la Treille, Éditions Luce Wilquin, 1997
- Café-crime à Champel, Éditions Luce Wilquin, 1998[5]
- Fric en vrac à Carouge, Éditions Luce Wilquin, 2000
- Casting aux Grottes, Éditions Luce Wilquin, 2000
- Les Eaux-Vives en trompe-l'œil, Éditions Luce Wilquin, 2002
- Les Degrés-de-poule, Éditions Luce Wilquin, 2003
- Bain fatal aux Pâquis, Éditions Luce Wilquin, 2005
- Monsieur Chose et le Collectionneur de mots, Éditions Slatkine, 2005
- Les Larmes de Saint-Gervais, Éditions Luce Wilquin, 2006
- Monsieur Chose et la Flamme olympique : une enquête face au Lac Léman, Éditions Slatkine, 2007
- Genève la noire vol.1: Le pendu de la treille, café-crime à Champel, Fric en vrac à Carouge, Éditions Luce Wilquin, 2007
- Genève la noire vol.2: Casting aux Grottes, Les Eaux-Vives en trompe-l'œil, Éditions Luce Wilquin, 2008
- Maudit foot!, Éditions Slatkine, 2008
- Monsieur Chose contre Big Ben : une enquête au pays de Sherlock Holmes, Éditions Slatkine, 2009
- Zoom sur Plainpalais, Éditions Luce Wilquin, 2011
- Monsieur Chose au pays des astronautes : une enquête à Cap Canaveral, Éditions Slatkine, 2012
- Monsieur Chose et la Marmite de l'Escalade : une enquête au cœur de la fête genevoise, Éditions Slatkine, 2013
- Aussi noire que d'encre, Éditions Slatkine, 2013
- L'Ombre de l'aigle, Éditions Slatkine, 2014